# Котов, Иван Иванович (математик)
Иван Иванович Котов (20 октября 1909, Камышин — 28 ноября 1976) — советский математик. Отец контрабасиста Ивана Котова.  Дед виолончелистки Нины Котовой.

## Биография
Окончил Московский государственный педагогический институт.
В 1941 году ушёл добровольцем в народное ополчение Куйбышевского района Москвы, участвовал в боях за Москву, пулемётчик, затем получил звание политрука. Награждён орденами Отечественной войны I степени и Красного Знамени, медалью «За боевые заслуги».
По окончании Великой Отечественной войны преподавал в Московском авиационном институте. Профессор, заведующий кафедрой прикладной геометрии, доктор физико-математических наук, заслуженный деятель науки и техники РСФСР. Один из ведущих советских специалистов в области прикладной геометрии. Автор сценариев научно-популярных кинофильмов о поверхностях сложных форм. Автор ряда учебников, в том числе «Начертательная геометрия (на принципах программного обучения)» (М.: Высшая школа, 1970).